# 向荣镇
向荣镇，是中华人民共和国黑龙江省绥化市海伦市下辖的一个镇，位于海伦市市区西北部。
2016年8月10日，黑龙江省民政厅批复同意撤销向荣乡，设立向荣镇。

## 行政区划
向荣镇下辖以下地区：
向辉村、向春村、向新村、向荣村、向众村、向前村、向民村、向国村和向丰村。